# 파올로 베티니
파올로 베티니(이탈리아어: Paolo Bettini, 1974년 4월 1일~)는 이탈리아의 사이클 선수이다. 2004년 하계 올림픽에서 개인도로 금메달을 획득했다.

## 같이 보기
- 올림픽 이탈리아 선수단